# Frédéric Da Rocha (Rennfahrer)

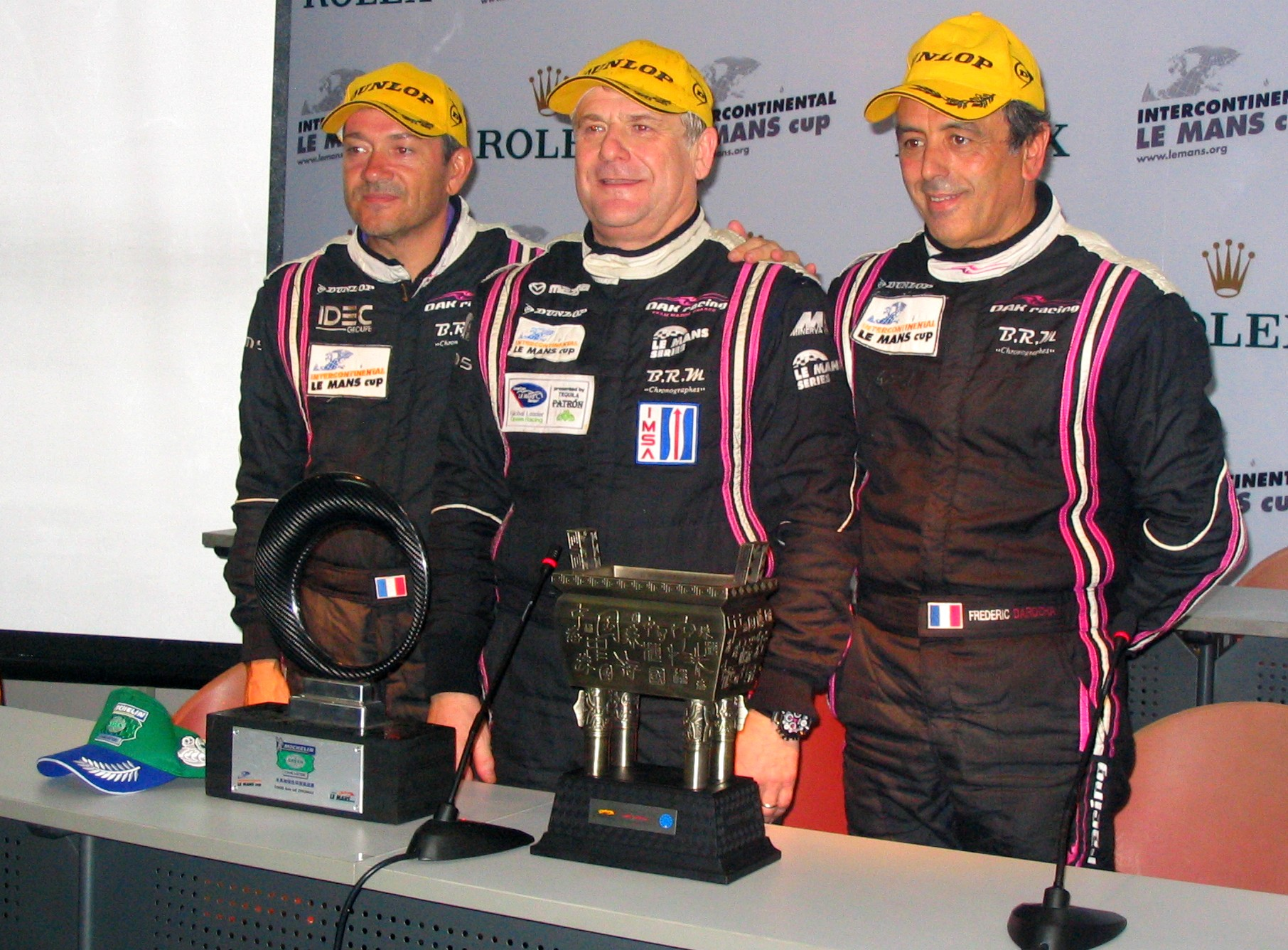
Patrice Lafargue, Jacques Nicolet und Frédéric Da Rocha bei der Pressekonferenz nach dem 1000-km-Rennen von Zhuhai 2010

Frédéric Da Rocha, in einigen Publikationen auch Frédérique Da Rocha, (* 31. Dezember 1953 in Barcelos) ist ein ehemaliger französischer Autorennfahrer.

## Karriere im Motorsport
Der in Portugal geborene da Rocha begann im Alter von 55 Jahren 2008 mit dem Motorsport. Für einen Profi-Rennfahrer wäre der Karrierebeginn in diesem Alter unmöglich bis ausgeschlossen. Für einen vermögenden Herrenfahrer allerdings nicht. Da Rocha musste von seinen Rennaktivitäten nicht leben; im Gegenteil waren seine Gelder bei den Rennteams gerne gesehene Sponsorzahlungen.
Eines seiner ersten Rennen war das 24-Stunden-Rennen von Dubai, wo er 2008 erstmals am Start war. 2009 belegte er in der LMP2-Gesamtwertung der Asian Le Mans Series den zweiten Rang. Partner bei Ibanéz Racing (Einsatzwagen war ein Courage LC70) waren Teamchef Jose Ibanéz und Landsmann Damien Toulemonde.
In den folgenden Jahren gab es Einsätze in der European- und der American Le Mans Series. 2010 gab er mit 57 Jahren ein spätes Le-Mans-Debüt und begann knapp vor dem Ende der Saison mit dem neunten Rang beim Petit Le Mans seine Zusammenarbeit mit Jacques Nicolet und OAK Racing. 2011 hatte er seinen zweiten Einsatz in Le Mans und ging in diesem Jahr auch beim 12-Stunden-Rennen von Sebring an den Start.
In den letzten Jahren war er vor allem im historischen Motorsport in der V de V Challenge Endurance Proto engagiert.

## Statistik

### Le-Mans-Ergebnisse
| Jahr | Team           | Fahrzeug     | Teamkollege    | Teamkollege      | Platzierung | Ausfallgrund |
| ---- | -------------- | ------------ | -------------- | ---------------- | ----------- | ------------ |
| 2010 | Pegasus Racing | Norma M200   | Julien Schell  | David Zollinger  | Ausfall     | Unfall       |
| 2011 | OAK Racing     | Pescarolo 01 | Andrea Barlesi | Patrice Lafargue | Rang 25     |              |

### Sebring-Ergebnisse
| Jahr | Team       | Fahrzeug     | Teamkollege    | Teamkollege      | Platzierung | Ausfallgrund |
| ---- | ---------- | ------------ | -------------- | ---------------- | ----------- | ------------ |
| 2011 | OAK Racing | Pescarolo 01 | Andrea Barlesi | Patrice Lafargue | Rang 31     |              |